# Gocza Kirkitadze
Gocza Kirkitadze (gruz. გოჩა კირკიტაძე; ur. 26 listopada 1972) – gruziński zapaśnik walczący w stylu wolnym. Zajął szóste miejsce na mistrzostwach świata w 2001. Piąty na mistrzostwach Europy w 1999 i 2001. Piąty w Pucharze Świata w 2007 roku.